# Kati Wilhelm
Kati Wilhelm (* 2. August 1976 in Schmalkalden) ist eine deutsche ehemalige Biathletin. Sie ist eine der erfolgreichsten deutschen Teilnehmerinnen dieser Sportart mit Titeln bei Weltmeisterschaften sowie Olympischen Spielen.

## Karriere

### Anfänge als Langläuferin
Ihre ersten Erfahrungen in der Loipe sammelte Kati Wilhelm 1983 im Trainingszentrum in Steinbach-Hallenberg. Als Vierzehnjährige wechselte sie an das Sportgymnasium in Oberhof und machte dort 1995 das Abitur. Unmittelbar danach ging Kati Wilhelm zur Sportfördergruppe der Bundeswehr in Oberhof (zurzeit hat sie den Dienstgrad eines Hauptfeldwebels). 1998 erreichte sie bei den Olympischen Winterspielen im japanischen Nagano einen fünften Platz mit der Skilanglauf-Staffel.

### Erfolgreiche Biathletin

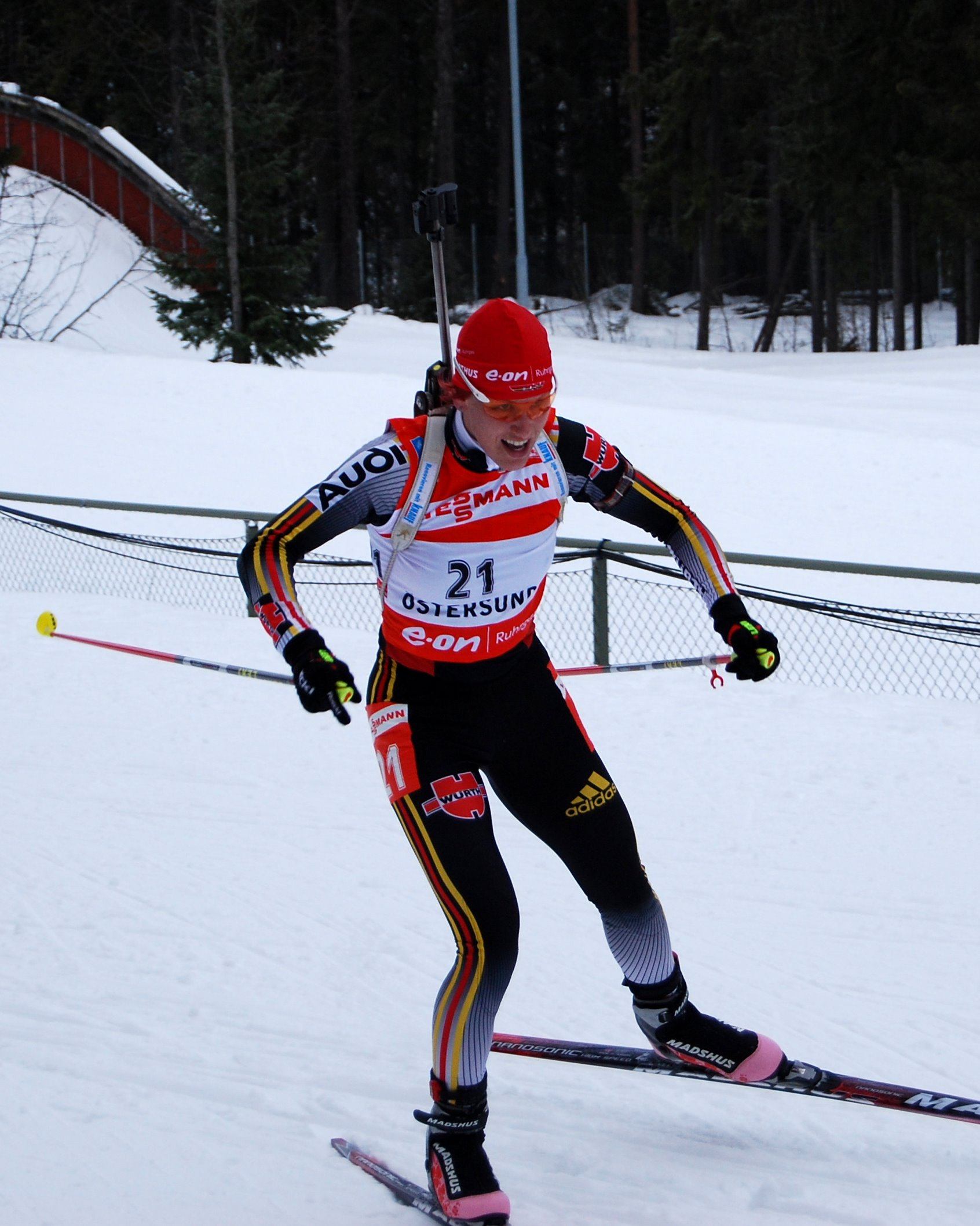
Kati Wilhelm während der Biathlon-WM 2008 in Östersund

1999 wechselte die Skilangläuferin Kati Wilhelm zum Biathlon und startete in der Saison 2000/01 erstmals im Biathlon-Weltcup für den SC Motor Zella-Mehlis. Bereits in ihrem dritten Weltcuprennen gelang Wilhelm die erste Podestplatzierung, im Sprint von Antholz belegte sie den dritten Platz. Nach weiteren regelmäßigen Platzierungen in den Weltcuppunkten wurden die Biathlon-Weltmeisterschaften 2001 in Pokljuka zum ersten großen Erfolg in Wilhelms Karriere. Gleich in ihrem ersten WM-Rennen überhaupt, dem Sprintrennen, gewann sie die Goldmedaille. Weitere Top-10-Platzierungen gelangen ihr mit dem siebten Platz in der Verfolgung sowie dem fünften Platz im Massenstart. Obwohl Wilhelm im Staffelrennen eine schwächere Leistung zeigte und im Liegendanschlag zwei Strafrunden schoss, reichte es ihr mit der deutschen Staffel zur Silbermedaille. Im nach den Weltmeisterschaften in Lake Placid ausgetragenen Sprintrennen gewann Wilhelm das zweite Rennen ihrer Karriere. Trotz einer schwachen Leistung in Oslo, wo sie nach dem 40. Platz im Sprint in der Verfolgung überrundet wurde, belegte Wilhelm am Ende ihrer ersten Biathlon-Saison Platz acht im Gesamtweltcup.
Mit Beginn der Saison 2001/02 konnte sich Wilhelm endgültig im Weltcup etablieren. In den zwölf vor Olympia ausgetragenen Rennen belegte sie nur einmal einen Platz außerhalb der Weltcuppunkte, bestes Ergebnis war der zweite Platz im Sprint von Osrblie. Bei den Olympischen Winterspielen 2002 in Salt Lake City wurde Wilhelm zu einer der erfolgreichsten Athletinnen. Im Sprintrennen gewann sie die Goldmedaille und im anschließenden Verfolgungsrennen die Silbermedaille. Auch mit der deutschen Staffel war Wilhelm erfolgreich und gewann gemeinsam mit Katrin Apel, Uschi Disl und Andrea Henkel ihre zweite Goldmedaille. Am Ende des Winters belegte Wilhelm wie in der Vorsaison Platz acht im Gesamtweltcup.
Im Winter der Saison 2004/05 gewann Wilhelm drei Weltcup-Rennen und erreichte den zweiten Platz im Gesamtweltcup. Im darauffolgenden Winter gewann Wilhelm als zweite Deutsche nach Martina Beck (geb. Glagow) in der Saison 2002/03 den Gesamtweltcup, daneben außerdem den Sprint- und den Verfolgungsweltcup.
Bei den Olympischen Winterspielen 2006 in Turin war sie Fahnenträgerin für die deutsche Delegation bei der Eröffnungsfeier am 10. Februar 2006. Kati Wilhelm gewann die Goldmedaille in der 10-km-Verfolgung, wurde Zweite mit der deutschen 4 × 6-km-Staffel und Zweite im erstmals bei Olympischen Spielen ausgetragenen Massenstart über 12,5 km. Sie ist damit die erfolgreichste Biathletin bei Winterspielen. Für ihre Erfolge wurde sie im Jahre 2006 zur Sportlerin des Jahres gewählt.
Bei den Weltmeisterschaften 2007 in Antholz gewann sie erstmals in ihrer Karriere die WM-Goldmedaille mit der Staffel. Nachdem Wilhelm seit ihrer Goldmedaille im Sprint bei den Weltmeisterschaften 2001 zwar mehrere Staffelmedaillen erreichen konnte, jedoch bei mehreren Weltmeisterschaften keine Einzelmedaille gewann, bedeutete die Bronzemedaille im Massenstart von Antholz nach sechs Jahren ihre zweite WM-Einzelmedaille.
Bei den Biathlon-Weltmeisterschaften im südkoreanischen Pyeongchang 2009 gewann sie nach 2001 wieder den Sprint und sicherte sich somit auch ihre erste Einzel-Goldmedaille bei Weltmeisterschaften seit 8 Jahren. Sie kam mit 9,9 Sekunden Vorsprung vor ihrer Mannschaftskameradin Simone Hauswald ins Ziel.
In dem darauf folgenden Verfolgungsrennen gewann sie trotz 6 Fehlschüssen die Silbermedaille hinter der Schwedin Helena Jonsson. Ihre Erfolgsserie setzte sich im Einzelwettkampf fort, bei dem sie dank der zweitbesten Laufleistung und nur eines Schießfehlers zum ersten Mal in ihrer Karriere triumphierte.
Bei den Olympischen Winterspielen 2010 in Vancouver gewann sie zusammen mit Simone Hauswald, Martina Beck und Andrea Henkel die Bronzemedaille in der Biathlonstaffel. Nach der Saison 2009/10 beendete Wilhelm ihre Biathlonkarriere.

### Nach der aktiven Laufbahn
Seit der Weltcupsaison 2010/11 begleitet Kati Wilhelm im Fernsehprogramm Das Erste die Übertragungen von Biathlonwettbewerben als Expertin.
Von 2014 bis 2022 betrieb sie das Restaurant Heimatlon in der Stadt Steinbach-Hallenberg im Thüringer Wald.
Am 23. Oktober 2023 wurde Kati Wilhelm zur Vizepräsidentin des Deutschen Skiverbandes gewählt.

## Privatleben
Als Wahlfrau der SPD war Wilhelm 2004 Mitglied der Bundesversammlung. Ab März 2006 studierte sie International Management an der Fachhochschule Ansbach und hat ihr Studium inzwischen abgeschlossen. Wilhelm ist mit dem Biathlon-Cheftechniker des Deutschen Skiverbandes Andreas Emslander liiert und zweifache Mutter.

## Soziales Engagement
Wilhelm ist Botschafterin der Initiative „Medienbewusst.de – Kinder.Medien.Kompetenz“ und seit 2016 des gemeinnützigen Vereins „Die Bunten Schafe e. V.“.

## Statistik

### Weltcupsiege
| Nr. | Datum         | Ort                  | Disziplin           |
| --- | ------------- | -------------------- | ------------------- |
| 1.  | 3. Feb. 2001  | Pokljuka (WM)        | 7,5 km Sprint       |
| 2.  | 7. März 2001  | Lake Placid          | 7,5 km Sprint       |
| 3.  | 13. Feb. 2002 | Salt Lake City (OWS) | 7,5 km Sprint       |
| 4.  | 8. Dez. 2002  | Östersund            | 10 km Verfolgung    |
| 5.  | 9. Feb. 2003  | Lahti                | 12,5 km Massenstart |
| 6.  | 20. Feb. 2003 | Östersund            | 7,5 km Sprint       |
| 7.  | 22. Jan. 2005 | Antholz              | 7,5 km Sprint       |
| 8.  | 12. Feb. 2005 | Turin                | 7,5 km Sprint       |
| 9.  | 19. März 2005 | Chanty-Mansijsk      | 10 km Verfolgung    |
| 10. | 9. Dez. 2005  | Hochfilzen           | 7,5 km Sprint       |
| 11. | 7. Jan. 2006  | Oberhof              | 7,5 km Sprint       |
| 12. | 20. Jan. 2006 | Antholz              | 7,5 km Sprint       |
| 13. | 21. Jan. 2006 | Antholz              | 10 km Verfolgung    |
| 14. | 18. Feb. 2006 | Turin (OWS)          | 10 km Verfolgung    |
| 15. | 25. März 2006 | Oslo                 | 10 km Verfolgung    |
| 16. | 19. Jan. 2007 | Pokljuka             | 10 km Verfolgung    |
| 17. | 17. Jan. 2008 | Antholz              | 7,5 km Sprint       |
| 18. | 16. März 2008 | Oslo                 | 12,5 km Massenstart |
| 19. | 11. Jan. 2009 | Oberhof              | 12,5 km Massenstart |
| 20. | 14. Feb. 2009 | Pyeongchang (WM)     | 7,5 km Sprint       |
| 21. | 18. Feb. 2009 | Pyeongchang (WM)     | 15 km Einzel        |

| Nr. | Datum         | Ort                  | Disziplin          |
| --- | ------------- | -------------------- | ------------------ |
| 1.  | 10. Dez. 2000 | Antholz              | 4 × 6 km Staffel 1 |
| 2.  | 14. Dez. 2001 | Pokljuka             | 4 × 6 km Staffel 2 |
| 3.  | 17. Jan. 2002 | Ruhpolding           | 4 × 6 km Staffel 3 |
| 4.  | 18. Feb. 2002 | Salt Lake City (OWS) | 4 × 6 km Staffel 1 |
| 5.  | 6. Dez. 2002  | Östersund            | 4 × 6 km Staffel 4 |
| 6.  | 10. Jan. 2003 | Oberhof              | 4 × 6 km Staffel 1 |
| 7.  | 14. Jan. 2004 | Ruhpolding           | 4 × 6 km Staffel 4 |
| 8.  | 6. Jan. 2005  | Oberhof              | 4 × 6 km Staffel 1 |
| 9.  | 11. Feb. 2007 | Antholz (WM)         | 4 × 6 km Staffel 5 |
| 10. | 9. Dez. 2007  | Hochfilzen           | 4 × 6 km Staffel 6 |
| 11. | 3. Jan. 2008  | Oberhof              | 4 × 6 km Staffel 7 |
| 12. | 9. Jan. 2008  | Ruhpolding           | 4 × 6 km Staffel 8 |
| 13. | 17. Feb. 2008 | Östersund (WM)       | 4 × 6 km Staffel 5 |
| 14. | 14. Jan. 2009 | Ruhpolding           | 4 × 6 km Staffel 9 |
| 15. | 14. März 2009 | Vancouver            | 4 × 6 km Staffel 5 |
| 16. | 6. Dez. 2009  | Östersund            | 4 × 6 km Staffel 6 |

### Olympische Winterspiele
|                                                | Einzelwettbewerbe | Einzelwettbewerbe | Einzelwettbewerbe | Einzelwettbewerbe | Staffel |
| Einzel                                         | Sprint            | Verfolgung        | Massenstart       |                   | Staffel |
| ---------------------------------------------- | ----------------- | ----------------- | ----------------- | ----------------- | ------- |
| Olympische Winterspiele 2002 \| Salt Lake City | -                 | 1.                | 2.                |                   | 1.      |
| Olympische Winterspiele 2006 \| Turin          | 16.               | 7.                | 1.                | 2.                | 2.      |
| Olympische Winterspiele 2010 \| Vancouver      | 4.                | 30.               | 12.               | 25.               | 3.      |

### Weltmeisterschaften
|                                          | Einzelwettbewerbe | Einzelwettbewerbe | Einzelwettbewerbe | Einzelwettbewerbe | Teamwettbewerbe | Teamwettbewerbe |
| Einzel                                   | Sprint            | Verfolgung        | Massenstart       | Staffel           | Mixed-Staffel   |                 |
| ---------------------------------------- | ----------------- | ----------------- | ----------------- | ----------------- | --------------- | --------------- |
| Weltmeisterschaften 2001 Pokljuka        | —                 | 1.                | 7.                | 5.                | 2.              |                 |
| Weltmeisterschaften 2003 Chanty-Mansijsk | —                 | 37.               | 38.               | 22.               | 3.              |                 |
| Weltmeisterschaften 2004 Oberhof         | —                 | 26.               | 15.               | 10.               | 3.              |                 |
| Weltmeisterschaften 2005 Hochfilzen      | 27.               | 28.               | 13.               | 5.                | 2.              | 3.              |
| Weltmeisterschaft 2006 Pokljuka 1        |                   |                   |                   |                   |                 | 4.              |
| Weltmeisterschaften 2007 Antholz         | DNF               | 7.                | 9.                | 3.                | 1.              | —               |
| Weltmeisterschaften 2008 Östersund       | 33.               | 21.               | 13.               | 8.                | 1.              | —               |
| Weltmeisterschaften 2009 Pyeongchang     | 1.                | 1.                | 2.                | 30.               | 2.              | —               |

### Biathlon-Weltcup-Platzierungen
Die Tabelle zeigt alle Platzierungen (je nach Austragungsjahr einschließlich Olympische Spiele und Weltmeisterschaften).
- 1.–3. Platz: Anzahl der Podiumsplatzierungen
- Top 10: Anzahl der Platzierungen unter den ersten zehn (einschließlich Podium)
- Punkteränge: Anzahl der Platzierungen innerhalb der Punkteränge (einschließlich Podium und Top 10)
- Starts: Anzahl gelaufener Rennen in der jeweiligen Disziplin
- Staffel: inklusive Mixed- und Single-Mixed-Staffeln

| Platzierung | Einzel | Sprint | Verfolgung | Massenstart | Staffel | Gesamt |
| ----------- | ------ | ------ | ---------- | ----------- | ------- | ------ |
| 1. Platz    | 1      | 11     | 6          | 3           | 16      | 37     |
| 2. Platz    | 2      | 9      | 13         | 5           | 15      | 44     |
| 3. Platz    | 2      | 9      | 4          | 4           | 6       | 25     |
| Top 10      | 9      | 60     | 48         | 30          | 45      | 192    |
| Punkteränge | 24     | 89     | 73         | 43          | 45      | 274    |
| Starts      | 29     | 95     | 77         | 43          | 45      | 289    |

## Auszeichnungen

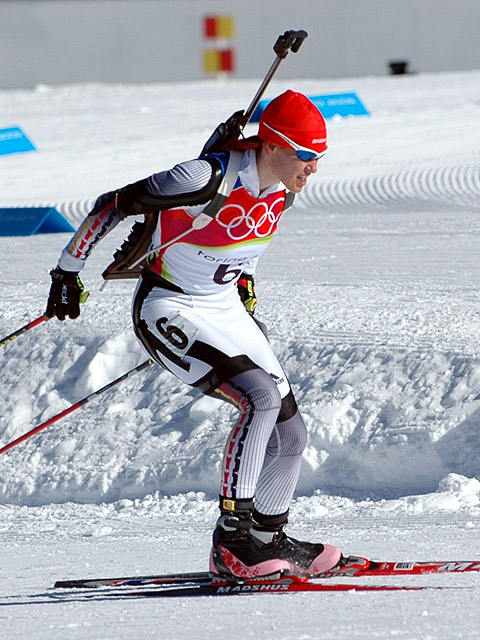
Kati Wilhelm bei den Olympischen Spielen in Turin 2006

- Silbernes Lorbeerblatt 2002, 2006, 2010
- Sportlerin des Jahres 2002 – Platz 3
- Sportlerin des Jahres 2006 – Platz 1
- Winterstar 2006 in der Kategorie „Beste Sportlerin“ (gewählt von den Zuschauern des Bayerischen Rundfunks und den Lesern der Bildzeitung)
- Winterstar 2007 in der Kategorie „Beste Mannschaft“ (Biathlonstaffel)
- Bayerischer Sportpreis 2009, 2010
- Goldene Henne 2009[12]
- Goldener Ski 2009
- Herbert-Award als beste Newcomerin 2011
- Aufnahme in die Hall of Fame des deutschen Sports